# 桃園三層地區陂圳系統
桃園三層地區陂圳系統是指位於臺灣桃園市大溪區草嶺溪陂圳的水圳系統，該系統為昔日穩定供應下游水源，增加灌區之水稻面積的埤塘設施，共分類成三層圳系統及新福圳系統。今列為文化景觀。

## 沿革
「三層」位於大溪區東南方，該地名中的「層」指的是由河川沖積形成的河階台地，而「三層」正好指的是從底部數來的第三個階層。打鐵寮古道穿越白石山和草嶺山之間的稜脈，是昔日三民與三層居民之間重要的交通通道。
三層圳系統最早始於清道光八年（1828年），由袁氏投資開鑿牛角湳陂、公館陂、莿仔寮陂和頂圳隧道等工程，旨在為三層地區提供所需的灌溉水源。導水路線利用地形變化產生落差原理的自然工法概念，在山腰陡坡沿線建設，以滿足灌溉需求。隨後，林本源家族積極參與水資源利用，並修建了龍過脈陂（後慈湖）和新陂（前慈湖）等埤塘，同時開鑿水渠進行引水灌溉。其中修建的公館陂及莿仔寮陂後被填平，至今僅有牛角湳埤保存下來。
大正元年（1912年），總督府對白石陂進行了重修。其中三層圳上游連接白石陂、龍過脈陂、慈湖和牛角湳陂，通過穩定地供應下游的水源，擴大了灌溉區的水稻種植面積。白石陂和龍過脈陂採用塘涵來控制水量，三層圳的上游渠道則根據地形採用了自然工法，除了連接陂塘，還在途中修建橋樑。
1964年，桃園縣政府為徹底改善水利設施，籌組「新福圳建設促進委員會」推動計畫。三座攔水工配合三個隧道，將三民之水流東溪的水源，接引到灌溉耕地使用。並在此期間建造新福圳1號池和新福圳1-1號池。其中，新福圳的隧道工程利用自然地形條件，採用逢山開洞、遇溪築壩的手法，將位於離灌溉區十公里之外的水源引入新福圳1號池和1-1號池，以進行蓄水供應。以此串聯附近的牛角南埤、龍過脈埤、新埤及白石埤等水源。
2021年12月24日，桃園市政府公告登錄「桃園三層地區陂圳系統」為文化景觀。

## 設施

### 白石埤
白石陂位於群山之中的一個較大山溝尾端自然形成的水域，在此築堤貯水以供灌溉使用。因位於白石山的山腳下而被稱為白石陂。作為後慈湖的上游。
該蓄水池面積共2.35公頃，蓄水量68,000立方公尺，灌溉面積117.29公頃。今為桃園農田水利會大溪工作站三層上圳小組所管轄埤塘。

### 慈湖
慈湖因狀如牛角形，原名牛角湳埤，又名新埤，是三層台地地區的重要水源地。溪水先導入位於慈湖上游狹長的後慈湖，再溢流經過一條名為「龍過脈」的彎曲田壟流入慈湖。前慈湖和牛角湳埤環繞於慈湖陵寢的外緣。
後慈湖原名為「龍過脈埤」，該區域除埤塘外，尚有戒嚴管制時期所留下來的指揮所、碉堡、管制鐵門、辦公室等。

### 新福圳1號池
頭寮大陂位於溪洲山畔，是一座人工湖。在1964年的「新福圳建設促進委員會」推動計畫中，田水利會為建現有的頭寮溜池並興建新福圳，以連接牛角南陂、龍過脈陂、新陂和白石陂等水源。溜池成自此成為「頭寮大池」，也被稱為「頭寮大陂」、「新福圳大池」、「新福圳一號池」。
此外，頭寮大池還有一座水中土地公廟埤崙屢豐宮，該土地公廟最初是頭寮地區的開莊土地公，其祭祀區域涵蓋頭寮、頂寮和溪洲山脈等整座山谷。在清領時期，先民曾沿著大漢溪來到土牛線邊界外的大溪開墾時，曾在此設立該祠廟來供奉土地公作為守護神。過去被稱為「埤崙土地公」，新福圳管理單位至今仍會定期登島祭拜、整理環境。

### 橋樑
陂圳系統一帶的打鐵寮古道共有三座地方人士捐建的糯米橋，作為當地交通要道使用：
- 太平橋建於西元1926年，該橋樑為三孔橋構造，橋前空地左側，立有「太平、濟安二橋的造橋紀念碑」，後曾於被大水沖毁二孔，在重建後只剩下單孔舊橋蹲，其餘二孔用水泥重建。
- 濟安橋因其特殊的造型被稱為「翹龜橋」或「駝龜橋」。橋的兩端橋柱頂部採用十四面體造型，由六個菱形和八個正三角形組成。
- 東興橋為糯米古橋，採用用糯米、紅磚、石塊堆砌而成的半圓拱橋構成，在溪旁立有一塊「白石山東興橋造橋紀念碑」。

## 外部連結
- 新渠之水-三層圳與新福圳的歷史｜農田水利署桃園管理處 （页面存档备份，存于）
- 大溪水文化特展 - | 開放博物館 （页面存档备份，存于）
- 埤塘文化 - 農水署桃園管理處 （页面存档备份，存于）